# Walter Schätzle
Walter Schätzle (* 16. September 1927 in Saarbrücken; † 27. Juli 2007 in Homburg) war ein deutscher Mediziner.

## Leben
Schätzle wurde 1927 als Sohn eines Sparkassendirektors geboren. Nach dem Abitur an der Staatlichen Oberschule in Saarbrücken wurde Schätzle 1939 zum Reichsarbeitsdienst und zum Kriegsdienst eingezogen und geriet in Kriegsgefangenschaft. Nach der Rückkehr studierte er von 1947 bis 1952 in Homburg, Nancy und Paris Humanmedizin. 1952/53 war er Volontärassistent am Histologischen Institut der Universität des Saarlandes und wurde 1953 mit der Dissertation „Die jahreszeitlichen Veränderungen der Teleostieninseln. Beitrag zur Cytobiologie des endokrinen Pankreas“ promoviert. Von 1954 bis 1959 war Assistent und Oberassistent am Histologischen Institut, dann bis 1963 wissenschaftlicher Assistent am Homburger HNO-Universitätsklinikum. 1963 habilitierte er sich mit „Histologischen, histochemischen und klinischen Untersuchungen bei verschiedenen Formen der chronischen Sinusitis maxillaris“ und erhielt die Lehrberechtigung.
Zum 1. Januar 1965 wechselte Schätzle als Oberarzt an die  HNO-Universitätsklinik nach Göttingen. Forschungsaufenthalte führten ihn in die Vereinigten Staaten und die Schweiz. 1968 ernannte man ihn zum außerplanmäßigen Professor. 1974 berief man ihn zum Ordinarius für HNO-Heilkunde. Außerdem wurde er Leiter der HNO-Klinik in Homburg. Von 1981 bis 1983 war er Prodekan des Fachbereichs Klinische Medizin. 1989 führte er als erster in Deutschland knochenverankerte Epithesen und Hörgeräte ein. 1995 emeritierte er.

## Forschungsschwerpunkte
In seinen frühen Jahren als Mediziner forschte Schätzle vor allem zur Histologie und Histochemie des Inselapparates der Bauchspeicheldrüse. Nach seiner Arbeit am histologischen Institut und der Entscheidung zur Facharztausbildung im Bereich der Hals-Nasen-Ohrenheilkunde gehörte Schätzle zu den ersten, die die Bedeutung der Histochemie als neue Forschungsrichtung in die HNO-Heilkunde erkannten. Es folgten Untersuchungen zur Minderung der Innenohrgefäßschäden durch Arzneimittel.

## Auszeichnungen
- 1972: Anton-von-Tröltsch-Preis der Deutschen Gesellschaft für Hals-Nasen-Ohren-Heilkunde, Kopf- und Hals-Chirurgie
- 1994: Ernst-von-Bergmann-Plakette der Bundesärztekammer

## Schriften
- Histochemie des Innenohres.  1971
- mit Horst Ganz: HNO-Praxis Heute. Springer, Berlin 1987